# Bergarbeiterstreik von 1912

Arbeiter und auswärtige Polizisten am Tor einer großen Zeche im Regierungsbezirk Arnsberg während des Bergarbeiterstreiks von 1912

Der Bergarbeiterstreik von 1912 auch Dreibundstreik genannt war der dritte große Ausstand von Bergarbeitern im Ruhrbergbau.

## Vorgeschichte
Hintergrund der Auseinandersetzung war die Forderung nach der achtstündigen Schicht, dem Ende der Arbeitsnachweise der Arbeitgeber, Einschränkung von Geldstrafen und insbesondere die Erhöhung der Löhne wegen des Anstiegs der Lebenshaltungskosten. Im Gegensatz zum anfangs spontan gegen die Gewerkschaften (wilder Streik) entstandenen Streik von 1905 war der Arbeitskampf von 1912 von Anfang an von einigen Bergarbeitergewerkschaften getragen. Dabei lehnte allerdings der Gewerkverein christlicher Bergarbeiter die Teilnahme ab. Im „Dreibund“ waren somit der freigewerkschaftliche „Alte Verband“, die Bergarbeiter des liberalen Hirsch-Dunckerschen Gewerkvereins und die polnische Bergarbeitergewerkschaft zusammengeschlossen.

## Verlauf

Eine Ansammlung Streikender und Angehöriger auf dem Borsigplatz in Dortmund wird von Polizeikräften zerstreut

Trotz der offiziellen Ablehnung beteiligte sich ein Teil der christlichen Gewerkschaftsmitglieder am Streik. Zwischen dem 11. und 20. März 1912 befanden sich zwischen 150.000 und 235.000 Bergarbeiter des Ruhrgebiets im Ausstand. Auf dem Höhepunkt der Auseinandersetzung entsprach dies etwa 61 % der Gesamtbelegschaft. 
Angesichts der Spaltung der Gewerkschaften und der ablehnenden Haltung der christlichen Gewerkschaft zum Streik war die Bereitschaft der Unternehmer gering, den Forderungen entgegenzukommen. Außerdem hofften sie im Falle einer Niederlage der Streikenden auch auf eine nachhaltige Schwächung der SPD und der Arbeiterbewegung insgesamt. Die Unternehmer forderten, unterstützt auch von den christlichen Gewerkschaften, den „Schutz der Arbeitswilligen“ (aus gewerkschaftlicher Sicht Streikbrecher). Die Zechenbesitzer setzten sogar Schutzkräfte aus den Reihen der Arbeitswilligen gegen die Streikenden ein.
Im Gegensatz zum Streik von 1905, als die Regierung gesprächsbereit war und sogar eine Novelle des Berggesetzes auf den Weg brachte, reagierten die Behörden nun mit aller Härte. Wilhelm II. schrieb an den preußischen Innenminister: „Vor allem Schutz der Arbeitswilligen in der energischsten Form! Scharfschießen!“ Es wurde Militär ins Ruhrgebiet verlegt, am 14. März 1912 zogen etwa 5000 Soldaten in die Kreise Dortmund, Hamm und Recklinghausen ein. Der Düsseldorfer Regierungspräsident hatte die Hilfe des Militärs abgelehnt.
Bei Zusammenstößen mit Militär und Polizei wurden vier Arbeiter getötet und zahlreiche weitere verletzt. Insbesondere wegen dieser Vorkommnisse kam auf einer Delegiertenkonferenz keine Zweidrittelmehrheit mehr für die Fortsetzung des Streiks zu Stande, so dass der Ausstand am 19. März abgebrochen werden musste.

## Folgen
In der Folge wurden zahlreiche Streikende zu Geld- und Haftstrafen verurteilt. Insgesamt wurden 2000 Anklagen erhoben. Die Vorwürfe lauteten meist auf Beleidigung und Drohung. Von 1206 Fällen, in denen der Alte Verband Rechtsschutz gewährte und über die Prozessergebnisse vorliegen, wurden 299 Männer und 84 Frauen zu Gefängnisstrafen und 247 Männer und 148 Frauen zu Geldstrafen verurteilt. 280 Männer und 92 Frauen wurden freigesprochen und in 29 Fällen wurde das Verfahren eingestellt.

## Filmische Darstellung
Der Streik von 1912 wird in der Serie Rote Erde in der Episode Für 30 Pfennig mehr (Staffel 1, 7) thematisiert, die von den Umständen und Auswirkungen des Streiks auf eine (fiktive) kleine Zeche und ihrer Belegschaft handelt. Dominic Raacke spielt einen sozialdemokratischen Abgeordneten und Gewerkschafter, der für die oben genannten Forderungen eintritt; Walter Renneisen verkörpert dessen politischen Gegenspieler, einen Industriellen. Einen involvierten Bergmann spielt Claude Oliver Rudolph.